# Bloomburg (Teksas)
Bloomburg je gradić u američkoj saveznoj državi Teksas. Prema popisu stanovništva iz 2010. u njemu je živjelo 404 stanovnika.